# Noordwijk
Noordwijk ( pronúncia holandesa:  [no ː rtʋɛi̯k] ) é uma cidade e município do oeste dos Países Baixos , na província de Holanda do Sul . O município ocupa uma área de 51,53 km ² (dos quais 16,12 km ² é água) e tinha uma população de 24.707 em maio 2006.
O município de Noordwijk consiste na Noordwijk aan Zee e comunidades Noordwijk-Binnen, separados por um estreito cinturão verde.
Além de suas praias, Noordwijk também é conhecida por seus campos de flores de bulbo. Ele está localizado em uma área chamada de "Duna e Região Bulb" ( Duin-en Bollenstreek).
Noordwijk é também o local da sede para a Pesquisa Espacial Europeia e do Centro de Tecnologia (ESTEC), parte da Agência Espacial Europeia (ESA). Centro de visitantes da ESA 'Space Expo é uma exposição permanente de espaço.
Noordwijk aan Zee foi fundada por volta de 1200 como uma vila de pescadores. Até o início do século XIX, a pesca permaneceu seu negócio principal, mas depois começou a ser substituído pelo crescente turismo de indústrias. Hoje em dia, por causa de suas longas praias de areia, é uma estância turística popular com 1.000.000 dormidas por ano. Ele tem um farol e um KNRM estação de resgate. Além disso, tem uma igreja reformada (1647) com um púlpito do século XVII.
Noordwijk aan Zee é classificado como o 12 º mais rico município com localização na Holanda. O magnata da Cerveja: Freddy Heineken construiu uma casa lá com o telhado verde (característica do local).
Uma pequena parte da população indígena de Noordwijk aan Zee fala Noordwijks, um dialeto muito original holandês.